# آژانس بین‌المللی انرژی
آژانس بین‌المللی انرژی (IEA; فرانسوی: Agence internationale de l'énergie‎; انگلیسی: International Energy Agency)، یک سازمان مستقل بین‌دولتی است که در چارچوب سازمان همکاری اقتصادی و توسعه (OECD) در سال ۱۹۷۴ در پی بحران نفتی سال ۱۹۷۳ بنیان‌گذاری شده و دبیرخانهٔ آن در پاریس قرار دارد. این سازمان ابتدا در پاسخ به اختلالات فیزیکی عرضهٔ نفت، و همچنین به عنوان منبع اطلاعات آمار مربوط به بازار بین‌المللی نفت و دیگر شکل‌های انرژی بنیان نهاده شد.
آژانس بین‌المللی انرژی به کشورهای عضو آن مشاورهٔ سیاسی می‌دهد، همچنین با کشورهای غیرعضو به‌ویژه چین، هند و روسیه کار می‌کند. ماموریت آژانس به «سه E»ی سیاستِ مؤثرِ انرژی بسط یافته است: امنیت انرژی، توسعه اقتصادی و حفاظت از محیط زیست. مورد آخر بر کاهش تغییرات آب و هوایی تمرکز دارد. این آژانس نقش موثری در ترویج انرژی‌های نو (از جمله انرژی‌های تجدید پذیر)، سیاست‌های انرژی عقلانی و همکاری‌های چند ملیتی فناوری انرژی دارد.
کشورهای عضو آژانس بین‌المللی انرژی ملزم هستند که سطح مجموع انبار نفت را برابر با واردات خالص حداقل ۹۰ روز از سال پیش حفظ کنند. در پایان ماه ژوئیه سال ۲۰۰۹، ذخیرهٔ مشترک کشورهای عضو آژانس تقریباً ۴٬۳۰۰٬۰۰۰٬۰۰۰ بشکه (۶۸۰٬۰۰۰٬۰۰۰ متر مکعب) نفت بود.

## کشورهای عضو
تنها کشورهای عضو سازمان همکاری و توسعه اقتصادی (OECD) می‌توانند به عضویت آژانس بین‌المللی انرژی درآیند. همگی اعضای سازمان همکاری و توسعه اقتصادی به جز شیلی، ایسلند، اسرائیل، مکزیک و اسلوونی، عضو این آژانس نیز هستند:
| کشور                | عضویت          | پی نوشت  |
| ------------------- | -------------- | -------- |
| استرالیا            | ۱۹۷۹           |          |
| اتریش               | ۱۸ نوامبر ۱۹۷۴ | عضو موسس |
| بلژیک               | ۱۸ نوامبر ۱۹۷۴ | عضو موسس |
| کانادا              | ۱۸ نوامبر ۱۹۷۴ | عضو موسس |
| جمهوری چک           | ۲۰۰۱           |          |
| دانمارک             | ۱۸ نوامبر ۱۹۷۴ | عضو موسس |
| استونی              | ۲۰۱۴           |          |
| فنلاند              | ۱۹۹۲           |          |
| فرانسه              | ۱۹۹۲           |          |
| آلمان               | ۱۸ نوامبر ۱۹۷۴ | عضو موسس |
| یونان               | ۱۹۷۶           |          |
| مجارستان            | ۱۹۹۷           |          |
| جمهوری ایرلند       | ۱۸ نوامبر ۱۹۷۴ | عضو موسس |
| ایتالیا             | ۱۸ نوامبر ۱۹۷۴ | عضو موسس |
| ژاپن                | ۱۸ نوامبر ۱۹۷۴ | عضو موسس |
| لیتوانی             | ۲۰۲۲           |          |
| لوکزامبورگ          | ۱۸ نوامبر ۱۹۷۴ | عضو موسس |
| مکزیک               | ۲۰۱۸           |          |
| هلند                | ۱۸ نوامبر ۱۹۷۴ | عضو موسس |
| نیوزیلند            | ۱۹۷۷           |          |
| نروژ                | ۱۸ نوامبر ۱۹۷۴ | عضو موسس |
| پرتغال              | ۱۹۸۱           |          |
| لهستان              | ۲ اکتبر ۲۰۰۷   |          |
| اسلواکی             | ۷ مارس ۲۰۰۷    |          |
| کره جنوبی           | ۲۰ آپریل ۲۰۰۱  |          |
| اسپانیا             | ۱۸ نوامبر ۱۹۷۴ | عضو موسس |
| سوئد                | ۱۸ نوامبر ۱۹۷۴ | عضو موسس |
| سوئیس               | ۱۸ نوامبر ۱۹۷۴ | عضو موسس |
| ترکیه               | ۱۸ نوامبر ۱۹۷۴ | عضو موسس |
| بریتانیا            | ۱۸ نوامبر ۱۹۷۴ | عضو موسس |
| ایالات متحده آمریکا | ۱۸ نوامبر ۱۹۷۴ | عضو موسس |